# Экспозиция склона

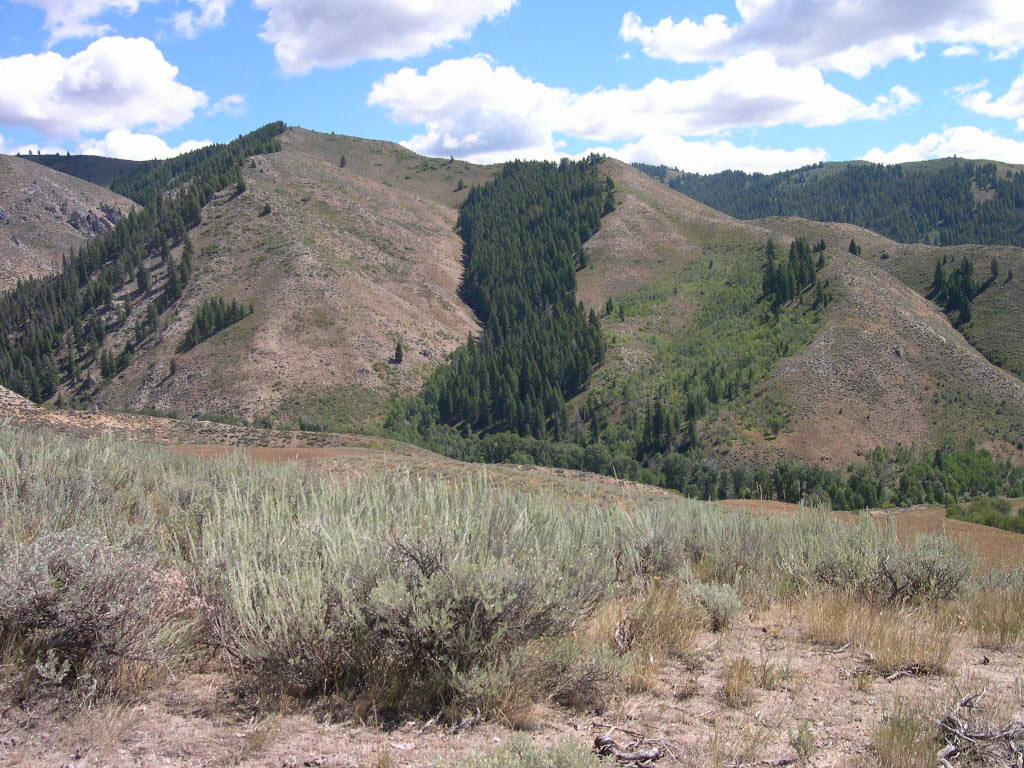
От экспозиции склона зависит климат и растительность

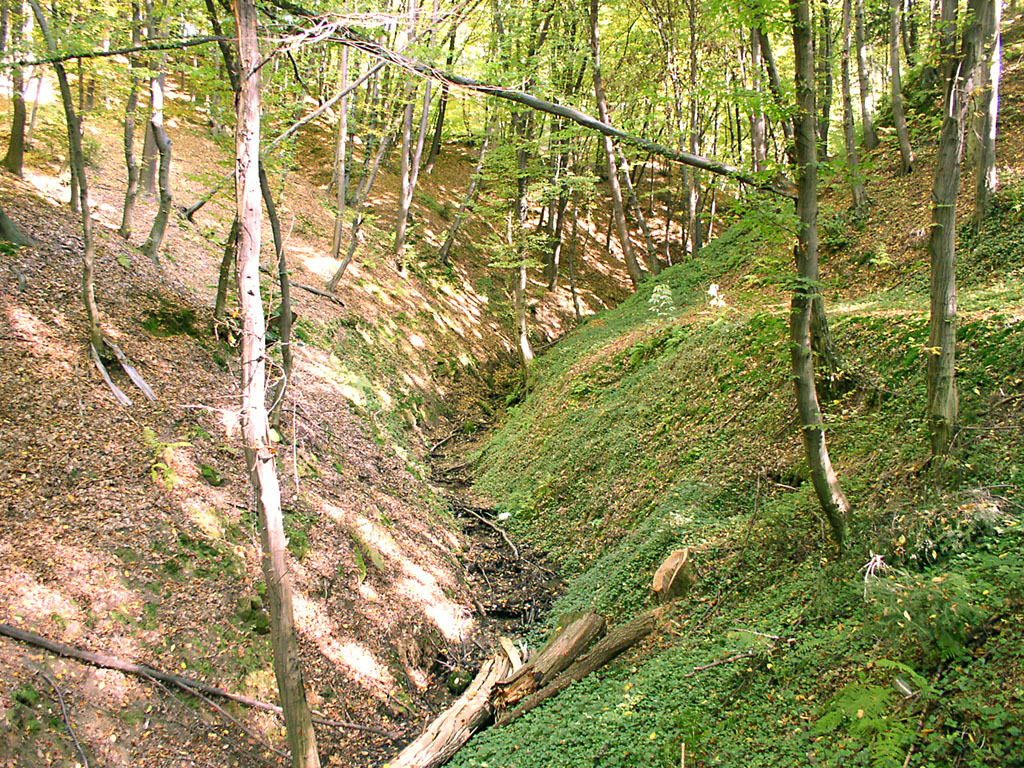
Различия в северной и южной экспозиции.

Экспози́ция скло́на (лат. expositio — расстановка, раскладывание) — одна из морфометрических характеристик рельефа, характеризующая пространственную (по отношению к сторонам света) ориентацию элементарного склона холма, горы или горного хребта.

## Определение
Экспозиция на местности определяется путём ориентации склона относительно сторон света.
При использовании цифровых моделей рельефа, экспозиция равна азимуту проекции нормали склона на горизонтальную плоскость и выражается либо в градусах, либо в 4, 8, 16 или 32 румбах. Экспозиция плоского склона (с нулевой крутизной) не определяется.
Часто говорят о «южной» или «северной» экспозиции склона, без указания точного азимута.
Восточный склон холма имеет экспозицию 90° вне зависимости от его крутизны (наклона).

## Примеры

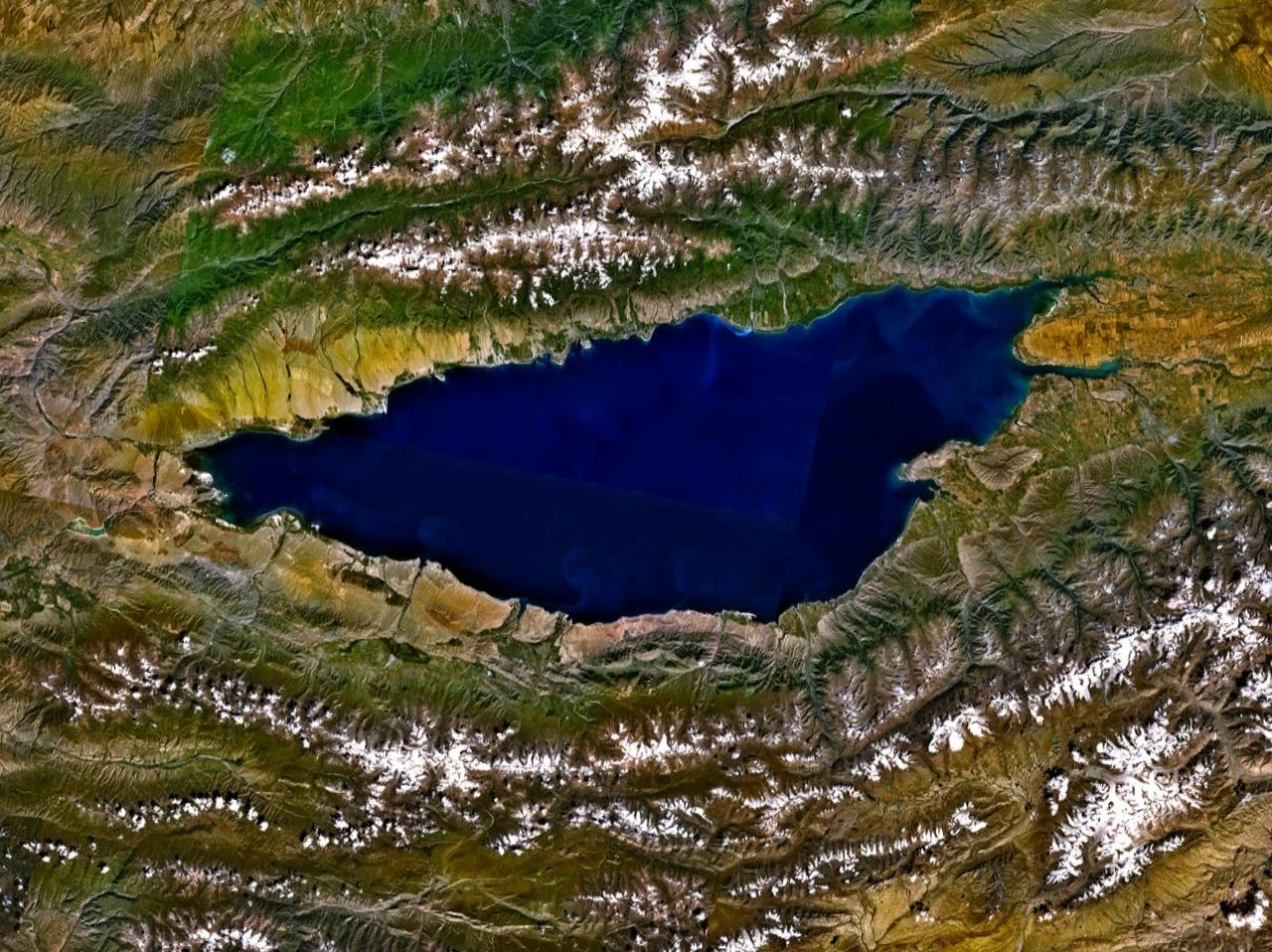
Хребты южной (на севере) и северной (на юге) экспозиции вокруг озера Иссык-Куль

От экспозиции склона зависит интенсивность солнечного освещения, которая во многом определяет климат, тип растительности, почвы и прочее.
Горы Тянь-Шань, если наблюдать со стороны озера Иссык-Куль:
- склоны северной экспозиции — хребет Терскей Ала-Тоо, «Терскей» обозначает «несолнечная (теневая) сторона»[1].
- склоны южной экспозиции — хребет Кунгей Ала-Тоо, «Кунгей» обозначает южные склоны которого больше освещены солнцем.
- В КНР уступы насыпи южной экспозиции дорог, ведущих с запада на восток, перекрыты отражающими щитами во избежание морозного пучения.